# 20e division d'infanterie (Pologne)
La  20e Division d'Infanterie est une des divisions d'infanterie de l'armée polonaise durant la Seconde Guerre mondiale.

## Historique
La 20e division d'infanterie est créée en 1920 à partir de la 2e division lituanienne-biélorusse. 

### Campagne de Pologne
En septembre 1939, elle fit partie de l'armée Modlin. La division devait défendre la zone fortifiée au nord de Mlawa à proximité de la frontière avec la Prusse-Orientale. Du 1er au 3 septembre, elle défend ses positions face au 1er corps d'armée allemand. 
Avançant plein sud en direction de Varsovie, les Allemands lancèrent une attaque frontale qui échoua. Pour prendre Mlawa, il durent menacer les arrières de la 20e division qui reçut l'ordre de se replier. Mais, grâce à l'appui de la 8e division, elle resta en place sur ses positions. 
Le 2 septembre, les attaques allemandes échouèrent de nouveau malgré l'utilisation de civils comme boucliers humains. Le 3 septembre, les positions polonaises sont percées dans le secteur de la 8e division qui ne peut rétablir la ligne de front. Le 20e division doit donc elle aussi doit se replier dans la nuit du 3 au 4 septembre. 
Les restes de la division rentrent dans la garnison de Varsovie où ils participent à la défense du Nord-ouest. Ils capitulent le 28 avec la garnison de la ville.
Les Allemands qui lui firent face à Mlawa lui donnèrent le surnom de division de fer. 

## Composition
- 78e régiment d'infanterie à Baranowicze
- 79e régiment d'infanterie à Słonim
- 80e régiment d'infanterie à Słonim
- 20e régiment d'artillerie légère à Prużany